# Korzeniewo (gromada)
Korzeniewo – dawna gromada, czyli najmniejsza jednostka podziału terytorialnego Polskiej Rzeczypospolitej Ludowej w latach 1954–1972.
Gromady, z gromadzkimi radami narodowymi (GRN) jako organami władzy najniższego stopnia na wsi, funkcjonowały od reformy reorganizującej administrację wiejską przeprowadzonej jesienią 1954 do momentu ich zniesienia z dniem 1 stycznia 1973, tym samym wypierając organizację gminną w latach 1954–1972.
Gromadę Korzeniewo z siedzibą GRN w Korzeniewie utworzono 1 stycznia 1972 w powiecie kwidzyńskim w woj. gdańskim z obszarów zniesionych gromad Janowo i Mareza.
Gromada funkcjonowała przez jeden rok, do końca 1972 roku, czyli do kolejnej reformy gminnej. 1 stycznia 1973 w powiecie kwidzyńskim w woj. gdańskim reaktywowano zniesioną w  1954 roku gminę Korzeniewo (zniesioną ponownie w połowie 1976 roku).